# Carlos Paredes Lanatta
Carlos Paredes Lanatta (Lima, 6 de enero de 1959) es un economista peruano.

## Biografía
Estudió Economía en la Universidad del Pacífico, en la cual obtuvo el título profesional de economista. Obtuvo un Master en Economía internacional y Desarrollo y un PhD en Economía en la Universidad Yale en Estados Unidos.
Se ha desempeñado como consultor en los campos económico y financiero, pesca y energía. 
En el sector público, se ha desempeñado como Jefe de Gabinete de Asesores del Ministerio de Economía y Finanzas del Perú durante la gestión de Víctor Joy Way.
Fue Asesor Principal del Ministerio de Coordinación y Planeamiento (CORDIPLAN) en Venezuela y, en múltiples ocasiones, como consultor del Ministerio de la Producción del Perú (Viceministerio de Pesquería). 
Es Socio – Gerente General de Intelfin Estudios y Consultoría S.A.C., profesor a tiempo parcial de Pacífico Business School (Universidad del Pacífico) y de la Escuela de Postgrado de la Universidad Continental, columnista del diario Gestión y coordinador del Foro para la Pesca y Acuicultura Sostenibles.
En 2019 fue designado como Presidente del Directorio de la empresa estatal Petróleos del Perú (Petroperú). Renunció al cargo en febrero de 2020.